# Tenchi Muyo!
Tenchi Muyo! är en japansk anime- och mangaserie som koncentreras på Tenchi Masaki, en kille i tonårsålder, vems liv plötsligt ställs på huvudet när ett gäng rymdtjejer anländer till hans hem. Titeln på serier betyder egentligen "inget behov av Tenchi" (Tenchi betyder "himmel och jord") och samtidigt "denna sida upp!", och oftast översätts till engelska som No need for Tenchi.
Tenchi Muyo!-franchisen omfattar tre OAV, tre separata TV-serier, tre filmer samt olika tecknade serier (Manga) och speciella episoder.

## Storyn
Tenchi Muyo! Ryo-oh-ki (OVA)
Tenchi genomforskar en grotta där en demon tycks vara fångad för 700 år sedan. Tenchi upptäcker att demonen är vid liv och att den faktiskt är en rymdtjej med oerhörda makter, Ryoko. Sen ankommer Ayeka, prinsessa av planeten Jurai, och hävdar att Ryoko är en sorts rymdpirat. Efter en kort strid ombords Ayekas rymdskepp, skeppet förstörs och båda tjejer (plus Ayekas syster Sasami) tvingas stanna hos Tenchi. Senare, helt slumpmässigt, Galaxy Police-officer Mihoshi uppträder vid Tenchis hus. Allesammans kämpar de mot en skurk (Kagato) och räddar Ryokos "mor" Washu, en genialisk forskare med kropp av tolvårig tjej. Samtidigt Tenchis morfar Katsuhito visar sig vara planeten Jurais försvunnen prins Yosho, vilken gör en vanlig skolgrabb Tenchi till en kunglighet av en avlägsen planet.
OVA fortsätter senare i en lugnare och mer introspektiv takt, där handlingen koncentrerar sig först och främst på relationer mellan Tenchi och rymdtjejer samt deras förflutna.
OVA-kanon innehåller:
- Tenchi Muyo! Ryo-oh-ki OVA 1: episoder 1-6 samt specialepisod 7
- Tenchi Muyo! Ryo-oh-ki OVA 2: episoder 8-13 samt bonusepisod 13.5
- Tenchi Muyo! Ryo-oh-ki OVA 3: episoder 14-19 samt specialepisod 20
- olika noveller som fördjupar seriens mytologi

Tenchi Universe
TV-serie och två filmer, i vilka hela storyn utspelar sig lite annorlunda. I Tenchi Universe, Ryoko (som här är ingen demon utan en ordinär rymdpirat) anländer till Tenchis hus medan Mihoshi försöker gripa henne. I denna serier är det Washu som är demonen i grottan, Mihoshi har en partner, Kiyone, och Kagato är en större bov som försöker överta makten på Ayekas hemplanet. För att stoppa honom, Tenchi och tjejer beger sig ut på en resa igenom hela galaxen.
TV-serie är mer actionfylld än OAV medan både animationen och storyn är av lite sämre kvalitet. Serien följs av två filmer. Tenchi Muyo! in Love koncentrerar sig på Tenchis föräldrar Nobuyuki och Achika, medan Tenchi Forever!, som avslutar Universe, är egentligen en film om Tenchis tillgivenhet för Ryoko.
Universe-kanon omfattar:
- Tenchi Muyo! TV (aka Tenchi Universe): 26 episoder
- Tenchi Muyo! in Love
- Tenchi Muyo! in Love 2: Haruka Naru Omoi (Tenchi Forever!)

Tenchi in Tokyo
En ny TV-serie med en hel ny bakgrundstory och ännu sämre kvalitet. I denna version, Tenchi lämnar tjejer för att plugga i Tokyo, där han träffar Sakuya, en konstig flicka som besitter en hemlighet.
Tenchi Muyo! GXP
Denna serien är en spinoff från OVA:n med annat persongalleri.

## Rollfigurer (OVA)
- Tenchi Masaki - en vanlig japansk student uppfostrad av sin morfar ute på en lantgård. Tenchi är eftertänksam och på sätt och vis allvarsam men samtidigt energisk samt att han har en känsla av större saker än hans liv för närvarande innehåller. Som hårt arbetande önskar han framför allt lugn och ro, så han är måttligt road när hans liv fylls av en grupp kvinnor som har som enda gemensamt att de älskar Tenchi samt att de försöker utmanövrera varandra via diverse baksluga planer. Tenchi lider av god uppfostran i detta läget, vilket gör att även om han skulle vilja ta tillfället i akt att ha umgänge med åtminstone en av dessa så är han uppfylld av en finkänsla som förhindrar honom från detta, vilket förlänger den ohållbara situationen till oss tittarnas förnöjelse.
- Ryoko Hakubi - en rymdpirat, hon är väldigt attraktiv, hetlevrad och mycket kär i Tenchi. Hon brukar ofta slåss med prinsessa Ayeka över vilken av de förtjänar att vara med Tenchi.
- Ayeka Jurai - kronprinsessan av Jurai, hon är tystlåten, blyg och väluppfostrad, kan dock bli ordentligt förargad och till och med sadistisk. Hon blir kär i Tenchi när hon upptäcker att han är Yoshos ättling.
- Sasami Jurai - Ayekas lillasyster, som tillbringar mest av hennes tid i köket, för hon älskar att laga mat. Hon är energisk och glad.
- Washu Hakubi - excentrisk forskare som påstås vara galaxens bästa. Ryoko är hennes dotter/uppfinning.
- Mihoshi Kuramitsu - en blond ultrablåst bimbo, som genom att hennes farfar är general i galaxy police innehar en prominent ställning som officer first class.
- Ryo-oh-ki - Ryokos rymdskepp som samtidigt är hennes lilla husdjur, en blandning mellan katt och kanin (kattkanin, även kallas för Cabbit, dvs cat + rabbit).
- Katsuhito Masaki/Yosho Jurai - Tenchis morfar som 700 år förut hade lämnat planeten Jurai för att fånga Ryoko och därefter hamnat på jorden.